# Buddismo in Pakistan

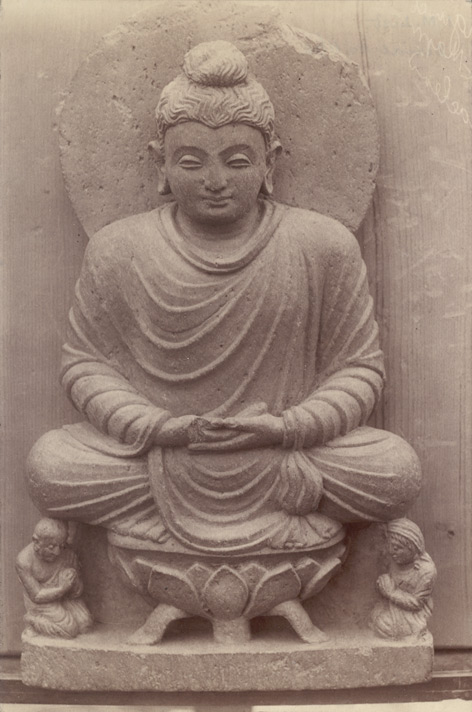
Statua del Buddha seduto in un trono di loto proveniente dalla valle di Swat.

Il buddismo in Pakistan mise radici circa 2300 anni fa sotto l'impero Maurya del re Ashoka, che Jawaharlal Nehru una volta definì "il più grande tra qualsiasi altro re o imperatore". La lunga presenza della fede buddhista è parte integrante della storia in questa regione la quale, nel corso del tempo, entra a far parte dell'area interna della Battriana, del Regno indo-greco, dell'impero Kusana e dell'antica India attraverso il Punjab e la cultura presente nella valle del fiume Indo, zone quest'ultime che fanno oggi parte della nazione pakistana.
Lo studioso buddhista Kumāralabdha di Taxila è paragonabile ad Āryadeva, Aśvaghoṣa e Nāgārjuna. Nel 2012 il "National Database and Registration Authority (NADRA)" ha indicato che la popolazione buddhista contemporanea del Pakistan era di 1492 titolari adulti di documenti d'identità nazionali (CNICs); la popolazione totale dei buddhisti è quindi improbabile che ammonti a più di qualche migliaio di individui.

## Buddismo nell'antichità

### Gandhara
La maggior parte delle persone dell'antico regno di Gandhāra, oggi provincia meridionale di Khyber Pakhtunkhwa, erano buddiste. L'intera regione di Gandhara era in gran parte seguace del buddismo Mahāyāna, ma vi era anche una roccaforte della scuola Vajrayana. La valle del distretto di Swat, conosciuta in epoca antica come Uddiyana, era un affluente viario conducente al regno a Gandhara. Ci sono molti siti archeologici di epoca buddista nello Swat.

### Uddiyana
Il saggio buddhista Padmasambhava sembrerebbe esser nato in un villaggio nei pressi dell'attuale cittadina di Chakdara nel distretto di Lower. Padmasambhava viene conosciuto come Guru Rimpoche in tibetano ed è lui che ha introdotto il buddismo Vajrayāna in Tibet.

### Regione del Punjab
Il Buddismo è stato secolarmente praticato nella regione del Punjab, con molti monasteri buddisti e stupa tra i siti che nella zona di Taxila vengono considerati Patrimonio dell'umanità locale. È stato anche ampiamente praticato nelle regioni del Sindh.

## Islam e Induismo
Il Gandhara rimase una terra in gran parte indù e buddista fino a circa il X secolo, quando il sultano Mahmud di Ghazna conquistò la regione ed introdusse l'Islam conquistando i territori del nord del Pakistan. Subito dopo l'insediamento dei musulmani cominciò l'emigrazione di indù e buddisti anche se sotto il dominio dei musulmani tutti gli indù e buddisti continuarono a godere dei diritti civili, liberi di praticare la propria fede.
La maggior parte dei buddisti in Punjab, Khyber Pakhtunkhwa e Sindh erano forzati ad un processo di conversione anche da parte dell'induismo a partire dal 600; in seguito molti Buddisti si convertirono all'Islam. Il Buddismo fu praticato dalla maggioranza della popolazione del Sindh fino alla conquista araba da parte del califfato degli Omayyadi nel 710. Queste regioni sono diventate prevalentemente musulmane durante il governo del Sultanato di Delhi e successivamente sotto l'impero Moghul a causa dei missionari e santi del sufismo le cui dargah (santuari) punteggiano il paesaggio del Pakistan ed il resto dell'Asia meridionale.

## Distruzione delle reliquie buddhiste da parte dei Talebani
La valle dello Swat ha molte sculture buddiste e stupa, e Jehanabad contiene una statua del Buddha seduto. Molti stupa dell'epoca Kushan buddista e statue nella valle sono state demolite dai talebani; dopo due tentativi falliti da parte loro, la grande faccia del Buddha di Jehanabad Buddha fu distrutta a colpi di dinamite.
Solo i Buddha di Bamiyan erano più grandi della statua gigante scolpita del Buddha nello Swat vicino nei pressi di Manglore, che i talebani hanno attaccato. Il governo non ha potuto far nulla per salvaguardare per mancanza di fondi necessari e in quanto era diventato uno scenario di guerra. Una volta ripreso il controllo totale del territorio eliminando ogni tipo di minaccia, la statua dopo il primo tentativo aveva riportato danni lievi, ma quando il secondo attacco ha avuto luogo i piedi, le spalle, e la faccia sono stati demoliti riparati parzialmente l'anno dopo dagli archeologi italiani, i lavori sono ancora in corso per preservare i resti.
Gli afghani, come i talebani e i saccheggiatori di reperti, hanno distrutto gran parte dei manufatti buddisti del Pakistan lasciati dalla civiltà buddista del Gandhara, soprattutto quelli situati nella valle di Swat. I talebani deliberatamente hanno preso di mira le reliquie Gandhara buddiste con l'intento di distruggerle. L'arcivescovo cristiano di Lahore Lawrence John Saldanha ha scritto una lettera al governo denunciando le attività talebane nella valle di Swat compresa la loro distruzione delle statue di Buddha e i loro attacchi ad esponenti del cristianesimo, sikh e indù. Molti altri artefatti Gandhara buddisti sono stati infine saccheggiati dai trafficanti e venduti nei mercati neri internazionali.

## Turismo buddhista
Nel marzo 2013, un gruppo di circa 20 monaci buddisti provenienti dalla Corea del Sud ha condotto un viaggio verso il monastero di Takht-i-Bahi, a 170 chilometri (106 miglia) da Islamabad. I monaci hanno sfidato gli appelli provenienti da Seul ad abbandonare il loro viaggio per ragioni di sicurezza e sono stati sorvegliati a vista dalle forze armate pakistane durante la loro visita all'antico monastero, costruito in pietra color ocra e situato sulla cima di una montagna.
Da circa 1000 anni prima di Cristo, fino al VII secolo d.C., l'intera regione del Pakistan settentrionale e parte del moderno Afghanistan formavano il Regno di Gandhāra, dove si mescolarono costumi greci e buddisti (vedi buddismo greco) per creare quello che divenne la scuola Mahayana. Il monaco Marananta partì da quello che oggi è il Pakistan nord-occidentale ed attraversò la Cina per portare poi il buddismo a diffondersi nella penisola coreana nel corso del IV secolo (vedi buddismo coreano). Le autorità stanno anche progettando pacchetti turistici per i visitatori provenienti oltre che dalla Cina, anche dal Giappone, da Singapore e dalle Corea del Sud, comprese le gite ai siti buddisti di Takht-e-Bahi, del distretto di Swat, di Peshawar e Taxila vicino a Islamabad.

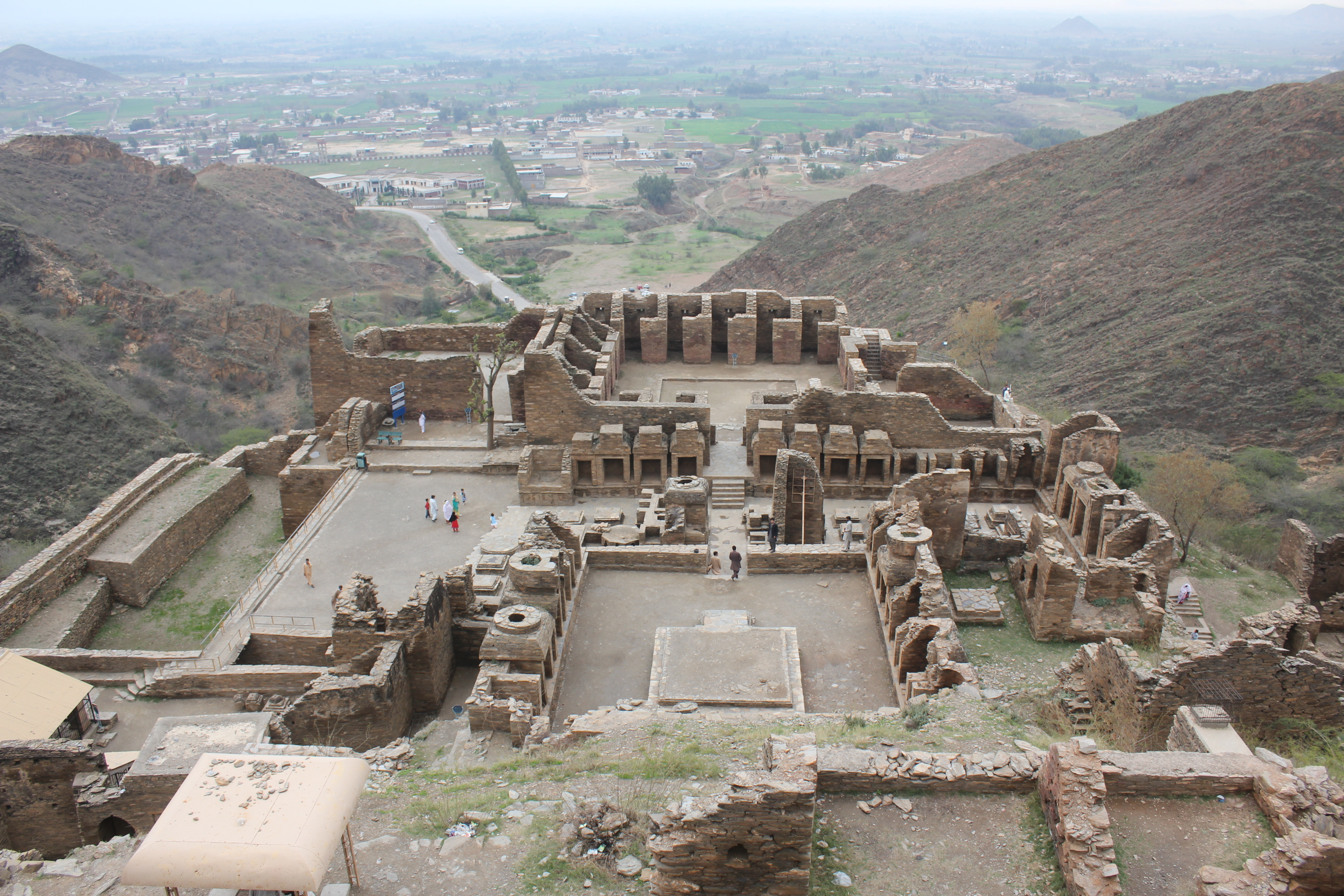
Veduta panoramica di Takht-i-Bahi.

### Takht-i-Bahi[15]
Takht significa "trono" e Bahi, "acqua" o "primavera" in lingua persiana e Lingua urdu. Il complesso monastico è stato chiamato Takht-i-Bahi perché è stato costruito sulla sommità di una collina ed è anche adiacente ad un corso d'acqua. Situato a 80 chilometri da Peshawar e 16 chilometri a nord-ovest della città di Mardan, il sito di Takht-i-Bahi è stato portato alla luce nei primi mesi del XX secolo e negli anni ottanta del Novecento è stato incluso nella lista dei patrimoni dell'umanità da parte dell'UNESCO come il più grande complesso buddista risalente all'epoca di Gandhara, insieme con il centro urbano di Sahr -i-Bahlol risalente allo stesso periodo e situato a circa un chilometro verso sud.
Takht-i-Bahi è una grande fonte di informazioni sul buddismo e il modo di vivere della gente all'epoca ed anche a seguire. Il villaggio è costruito sulle rovine dell'antica città, i muri di fondazione di cui vi sono ancora resti discretamente in buona conservazione. Come prova che è stato in passato occupato dai buddisti e dagli indù, monete di quei periodi si trovano ancora sul luogo. I monaci costruirono il complesso vivere nella zona. L'acqua di sorgente è stata loro fornita dalle cime delle colline circostanti; le abitazioni erano inoltre dotate di aree di ventilazione e nicchie scavate nelle pareti per le lampade ad olio.
Dalla descrizione fatta da Song Yun, un monaco pellegrino cinese, sembra che questa fosse una delle quattro grandi città situate lungo l'importante via commerciale in direzione dell'India. Era una città ben fortificata con quattro porte che davano verso l'esterno in direzione nord, sul tumulo noto come Chajaka Dehri, che era un tempio contenente bellissime immagini di pietra ricoperte di foglie d'oro.
Non lontano dalla gola rocciosa di Khaperdra, l'imperatore indiano buddhista Ashoka costruì la porta orientale della città al di fuori della quale esisteva uno stupa col suo sangharama (convento). Gli scavi hanno rivelato caratteristiche architettoniche che includono: la corte di molti stupa, il monastero, lo stupa principale, la sala riunioni, le camere di basso livello, il cortile, la corte di tre stupa, il muro di colossi e l'edificio secolare. Nel 1871, il sergente britannico Wilcher trovò anche innumerevoli sculture, alcune delle quali raffiguranti storie della vita di Gautama Buddha, mentre altre più devozionali e naturalistiche includenti i Buddha e i Bodhisattva.
La Corte di stupa è circondato su tre lati da nicchie aperte o cappelle. Gli scavatori sono del parere che queste nicchie contenevano originariamente statue in stucco singole del Buddha sia seduto che in piedi, dedicate in memoria di uomini santi o donate dai pellegrini più facoltosi. Il monastero sul lato nord era probabilmente una struttura a doppio piano costituito da una corte aperta, circondata da celle, cucine e refettorio.

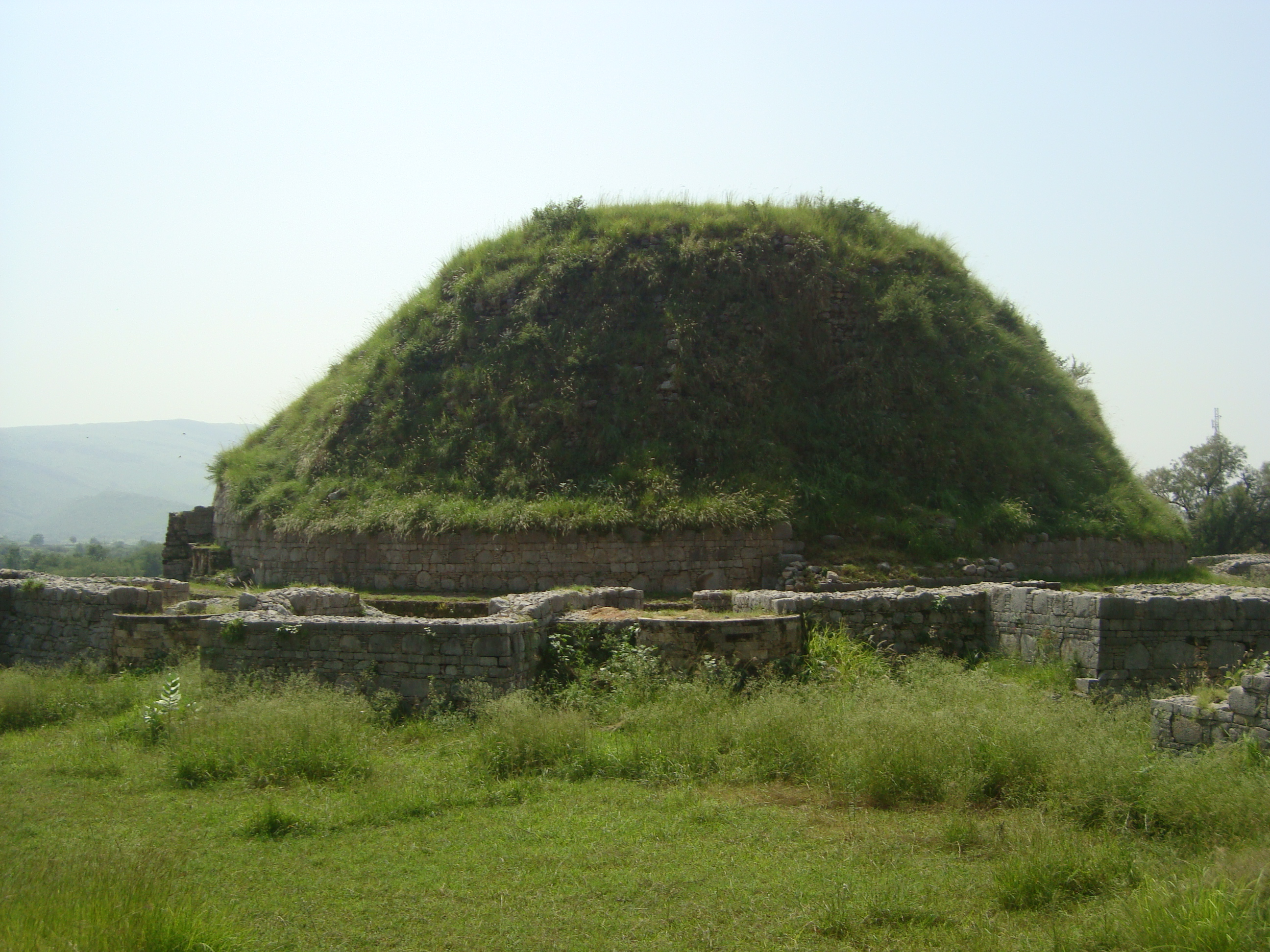
Il Dhamarajika stupa a Taxila.

### Taxila
La moderna città di Taxila si trova a 35 km da Islamabad. La maggior parte dei siti archeologici del luogo (che vanno dal 600 a.C. al 500 d.C.) si trovano intorno al Museo Taxila. Per oltre 1000 anni, la città rimase famosa come centro di apprendimento dell'arte Gandhara in generale ed in particolare della scultura e dell'architettura, ma anche per quanto riguarda l'educazione e l'apprendimento della fede nei giorni di maggior splendore dell'epoca buddista. Ci sono oltre 50 siti archeologici sparsi in un raggio di 30 km intorno a Taxila, alcuni dei più importanti sono: lo stupa e il monastero Dhamarajika (300 a.C. - 200 d.C.), Bhir Mound (600-200 a.C.), Sirkap (200 a.C. - 600 d.C.), il tempio Jandial (250 a.C. circa) e il monastero Jaulian (200-600 d.C.).
Un museo che comprende diverse sezioni con ricchi reperti archeologici di Taxila, disposti in ordine cronologico e correttamente etichettati, è stato istituito vicino al sito. Si tratta di uno dei migliori e ben mantenuti musei pakistani; vi è anche un centro informazioni turistiche e un motel, proprio di fronte al museo. C'è un ostello della gioventù nelle vicinanze, che offre alloggi per i membri della International Youth Hostels Federation (IYHF).

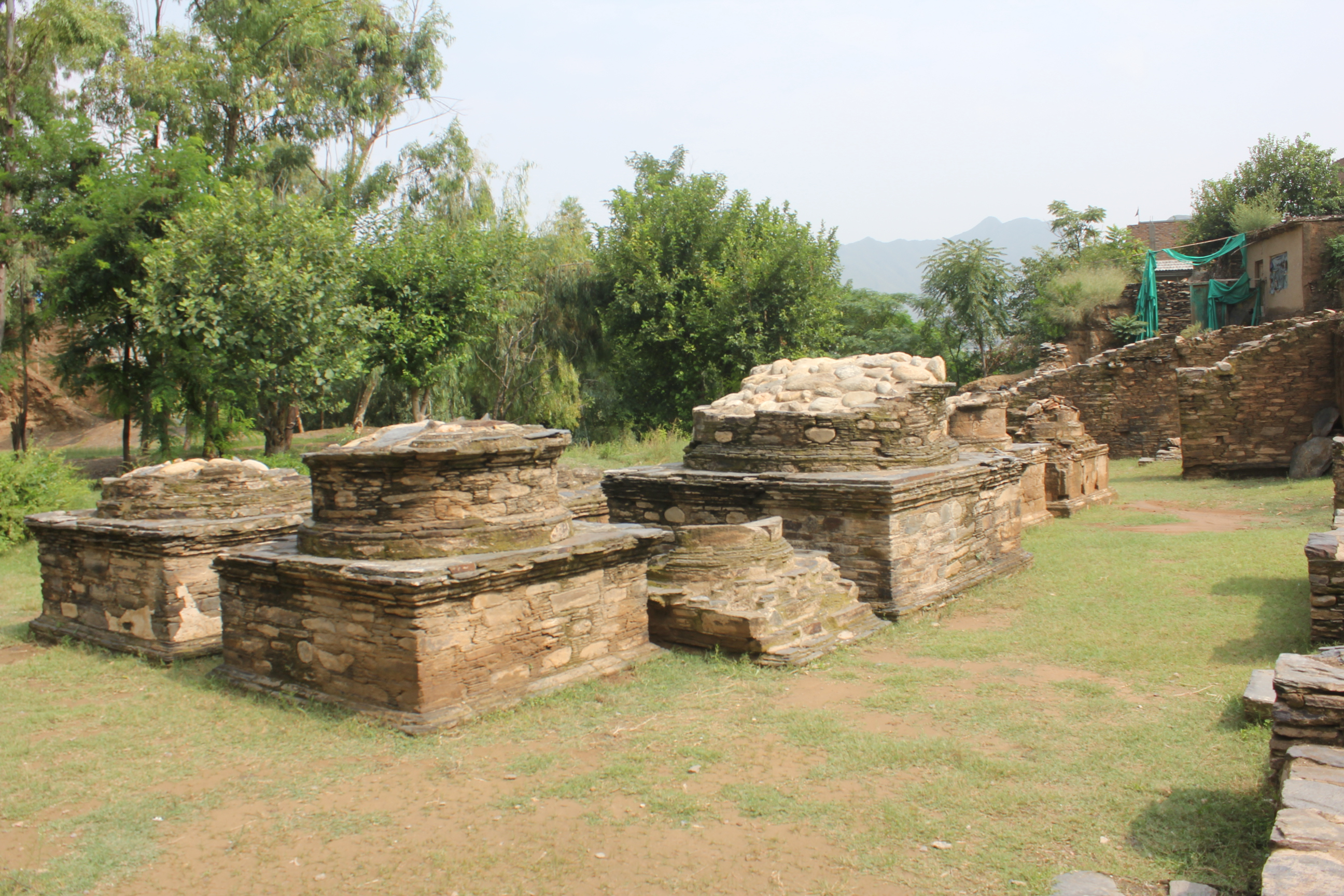
Stupa votivi a Butkara, Mingora.

### Mingora

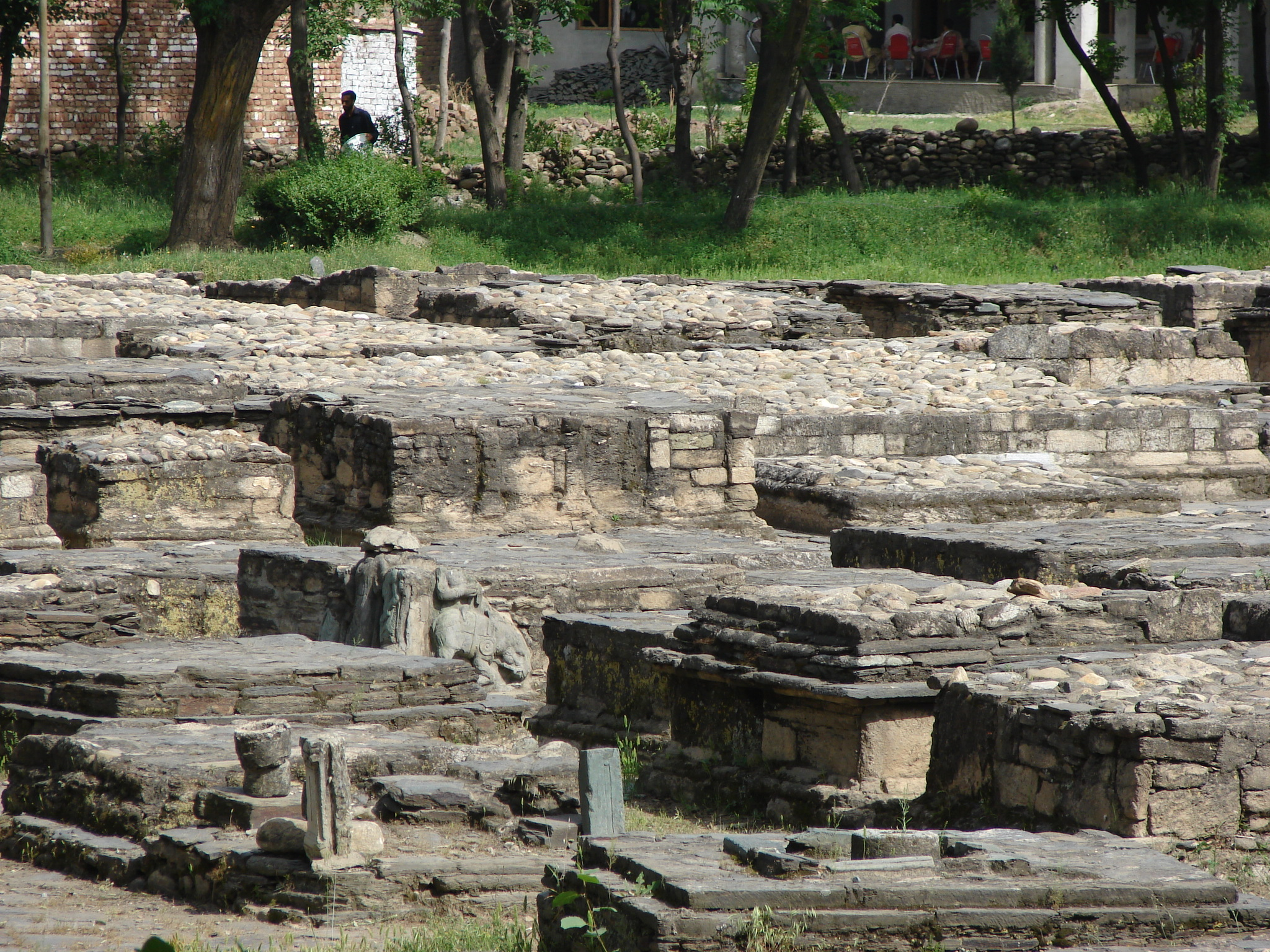
Resti buddhisti nella valle di Swat.

La città di Mingora, situata a 3 km da Saidu Sharif, ha dato vita a magnifici pezzi di scultura buddista ed ospita le rovine di un grande stupa. Altre bellezze da visitare sono: Marghuzar, a 13 km. da Saidu Sharif, famosa per il suo "Sufed Mahal", il palazzo in marmo bianco del primo Wali (governatore) di Swat; Kabal, a 16 km. da Saidu Sharif, con il suo ampio campo da golf; le stazioni collinari di Madyan e Miandam, Bahrain, e Kalam.

### Swat
La valle che attraversa il distretto di Swat con i suoi torrenti, i laghi ghiacciati, i frutteti fioriti è l'ideale per i vacanzieri intenzionati ad un periodo di rilassamento. Essa ha anche un passato ricco di storia: "Udayana" (il "Giardino") degli antichi poemi epici indù; "la terra di coinvolgente bellezza", dove Alessandro Magno ha combattuto e ha vinto alcune delle sue grandi battaglie prima di attraversare le pianure del Pakistan, oltre alle vallate descritte dai famosi pellegrini-cronisti cinesi Fǎxiǎn e Xuánzàng nei secoli V e VI. L'intero territorio dello Swat era una volta culla per i grandi filoni del buddismo, dove 1.400 monasteri fiorirono, sia Hīnayāna sia Mahayana sia delle sette esoteriche Vajrayana. È stata la sede infine della famosa scuola di scultura Gandhara, che era un'espressione della forma greco-romana nella tradizione buddista locale (vedi regno indo-greco).
Amlukdara stupa
Le rovine di grandi stupa buddisti, monasteri e statue si ritrovano in tutto lo Swat.